# 西佛镇
西佛镇，是中华人民共和国辽宁省鞍山市台安县下辖的一个乡镇级行政单位。

## 行政区划
西佛镇下辖以下地区：
才文村、龙家村、阿拉河村、姜荒村、红庙子村、小红旗村、西北村、古洞岗子村、大红旗村、古家子村、西佛村、东佛村和幸福村。